# 3+2
I 3+2 (o Three Plus Two) era un gruppo musicale pop bielorusso attivo tra il 2009 e il 2011.
Il gruppo ha partecipato all'Eurovision Song Contest 2010 come rappresentante della Bielorussia presentando il brano Butterflies.